# Malkara loricata
Malkara loricata is een spinnensoort uit de familie Malkaridae. De soort komt voor in Queensland.